# Jalgaons flygplats
Jalgaon är en flygplats i Indien.   Den ligger i distriktet Jalgaon och delstaten Maharashtra, i den centrala delen av landet, 900 km söder om huvudstaden New Delhi. Jalgaon ligger 246 meter över havet.
Terrängen runt Jalgaon är platt. Runt Jalgaon är det tätbefolkat, med 735 invånare per kvadratkilometer. Närmaste större samhälle är Jālgaon, 7,8 km nordväst om Jalgaon. Trakten runt Jalgaon består till största delen av jordbruksmark.